# Hyposoter tricoloripes
Hyposoter tricoloripes är en stekelart som först beskrevs av Henry Lorenz Viereck 1911.  Hyposoter tricoloripes ingår i släktet Hyposoter och familjen brokparasitsteklar. Inga underarter finns listade i Catalogue of Life.